# Lucapinella delicata
Lucapinella delicata är en snäckart som beskrevs av Usticke 1969. Lucapinella delicata ingår i släktet Lucapinella och familjen nyckelhålssnäckor. Inga underarter finns listade i Catalogue of Life.